# Хосе Лопез Портиљо
Хосе Гиљермо Абел Лопез Портиљо и Пачеко (шп. José Guillermo Abel López Portillo y Pacheco; Сијудад Мексико, 16. јун 1920 — Сијудад Мексико, 17. фебруар 2004) је био мексички адвокат и политичар из Институционалне револуционарне партије који је био 51. председник Мексика од 1976. до 1982.
Пре уласка у политику био је професор.